# Dustley Mulder
Dustley Mulder (Baarn, 27 januari 1985) is een Nederlands voormalig profvoetballer en huidig voetbaltrainer die als verdediger speelde.

## Biografie
Mulder werd geboren in Baarn, als kind van Curaçaose ouders. Hij speelde voor IJsselmeervogels waar hij gescout werd door FC Utrecht. Later stapte hij over naar Feyenoord. In het seizoen 2004/2005 werd hij door de Rotterdammers verhuurd aan Excelsior, waarvoor hij debuteerde. Mulder speelde anderhalf jaar in de hoofdmacht van Excelsior, waarvoor hij 4 keer scoorde. Gedurende het seizoen 2005/2006 maakte hij de overstap naar Eredivisionist RKC Waalwijk. Mulder kwam tevens uit voor het Nederlands voetbalelftal onder 21. In 2008 werd hij door bondscoach Leen Looyen opgeroepen voor een serie interlands van het Nederlands-Antilliaans voetbalelftal. De FIFA weigerde echter toestemming te geven voor zijn selectie, omdat hij eerder was uitgekomen voor het Nederlands voetbalelftal onder 19 en pas na zijn 21e jaar om overschrijving vroeg.
Op 2 juli 2010 werd bekend dat Mulder transfervrij de overstap maakte naar het Bulgaarse Levski Sofia. Bij de Bulgaarse topclub groeide hij uit tot vaste waarde. Op 14 augustus 2013 werd hij onverwacht door de club ontslagen. Hij werd mede verantwoordelijk gesteld voor de povere resultaten aan het begin van de competitie en de vroege uitschakeling in de Europa League. Op 20 augustus 2013 kwam de club, na bemiddeling van zaakwaarnemer Winnie Haatrecht, terug op het besluit, omdat zij niet konden voldoen aan een redelijke afkoopsom van het contract. Hierop sloot Mulder zich weer aan bij de selectie. In juli 2014 tekende  Mulder een eenjarig contract, met optie voor nog een seizoen, bij Apollon Limassol. In januari 2015 ontbond hij zijn contract op Cyprus. Na een half jaar zonder werkgever tekende Mulder in juli 2015 een contract tot medio 2016 bij NAC Breda, met een optie voor nog een seizoen.
Met Curaçao won Mulder op 25 juni 2017 de finale van de Caribbean Cup 2017 door Jamaica met 2–1 te verslaan. Op dat moment stond hij niet bij een club onder contract.
Medio 2018 werd hij speler/assistent-trainer bij BSV Boeimeer.

## Clubstatistieken
| Seizoen | Club             | Duels | Goals | Competitie       |
| ------- | ---------------- | ----- | ----- | ---------------- |
| 2004/05 | Feyenoord        | 0     | 0     | Eredivisie       |
| 2004/05 | → Excelsior      | 22    | 3     | Eerste divisie   |
| 2005/06 | → Excelsior      | 24    | 1     | Eerste Divisie   |
| 2005/06 | RKC Waalwijk     | 11    | 0     | Eredivisie       |
| 2006/07 | RKC Waalwijk     | 25    | 1     | Eredivisie       |
| 2007/08 | RKC Waalwijk     | 37    | 1     | Eerste divisie   |
| 2008/09 | RKC Waalwijk     | 37    | 1     | Eerste Divisie   |
| 2009/10 | RKC Waalwijk     | 32    | 1     | Eredivisie       |
| 2010/11 | Levski Sofia     | 22    | 0     | A Football Group |
| 2011/12 | Levski Sofia     | 25    | 0     | A Football Group |
| 2012/13 | Levski Sofia     | 26    | 2     | A Football Group |
| 2013/14 | Levski Sofia     | 22    | 0     | A Football Group |
| 2014/15 | Apollon Limassol | 11    | 0     | A Divizion       |
| 2015/16 | NAC Breda        | 18    | 0     | Eerste divisie   |
| Totaal  | Totaal           | 312   | 10    |                  |

## Erelijst
| Competitie    | Winnaar | Winnaar | Runner-up | Runner-up | Derde   | Derde   |
| Competitie    | Aantal  | Jaren   | Aantal    | Jaren     | Aantal  | Jaren   |
| Curaçao       | Curaçao | Curaçao | Curaçao   | Curaçao   | Curaçao | Curaçao |
| ------------- | ------- | ------- | --------- | --------- | ------- | ------- |
| Caribbean Cup | 1x      | 2017    |           |           |         |         |